# 園田眞理子
園田 眞理子（そのだ まりこ、 - ）は、日本の、建築学者である。
現在、明治大学理工学部建築学科教授。専門分野は建築計画、住宅・住環境計画、住宅政策論。

## 来歴・人物
- 石川県出身
- 1979年、千葉大学工学部建築学科卒業
- 1981年、同大学大学大学院工学研究科修士課程修了
- 1981年、（株）市浦都市開発建築コンサルタンツ勤務
- 1985年、（財）日本建築センター勤務
- 1993年、千葉大学大学院自然科学研究科博士課程修了
- 1997年、明治大学理工学部建築学科専任講師
- 2000年、同大学理工学部建築学科助教授
- 2007年、千葉大学　博士（工学）、論文の題は「高齢者同居家族の居住空間とその概念構造に関する研究 」[1]。
- 2009年、同大学理工学部建築学科教授 [2]

特別養護老人ホームや介護付き有料老人ホームといった「高齢者施設」に入るほどではないが、心身ともに将来の不安を抱える人向けに、「高齢者向けのシェアハウスがあってもいい」とメディアで語っている

## 著書・論文

### 著書
- 「ユニバーサルデザインとはなにかバリアフリーを超えて」（共著）古瀬敏編著、p17～53、都市文化社、1998年
- 「変貌する住宅市場と住宅政策」（共著） 伊豆宏編著、p261～276、東洋経済新報社、1999年
- 「ユニバーサルデザイン入門」（共著）しずおかユニバーサルデザイン専門委員著、p133～144、2002年
- 「家族のライフスタイルと住まい」（共著） 園田眞理子、 大江守行、 石坂公一著、p31～88 、2002年
- 「データで読みとく都市居住の未来」（共著） 地域住宅産業の未来、都市住宅学会編 、2005年

## メディア
- 『団塊スタイル～どうする？60代からの住まい～』（NHK、2014年12月5日）